# Tomás Nasif
Tomás Nasif (Villa del Totoral, Córdoba; 2 de enero de 2004) es un futbolista argentino que juega como delantero en el Club Atlético Banfield de la Primera División de Argentina. 

## Trayectoria

### River Plate
Surgido de las inferiores del Club Atlético River Plate, donde llegó en el año 2016, en 2024 se dio a conocer tras ser el goleador del equipo en el Torneo de Reserva, dónde se consagró campeón, al vencer a San Lorenzo y del trofeo de campeones,  al vencer a Vélez 4-3 por penales tras un empate 1-1 (Marcó el 1-0 parcial y en la tanda).

### Banfield
Pese a su buen 2024, no es tenido en cuenta por Marcelo Gallardo para la primera de River, debido a la gran cantidad de delanteros con los que ya contaba la institución, por lo que en enero de 2025 pasó a préstamo a Banfield por un año sin opción de compra, es decir que el delantero volverá al Club Atlético River Plate en el 2026. Además River no tiene cláusula de repesca por lo que estará en el Taladro hasta que el contrato finalice. 
Nasif debutó en Primera División el 23 de enero de 2025, en un partido con Defensa y Justicia, por el campeonato apertura. En su primer partido marcó el único gol del encuentro, que le dio la victoria al taladro. En el siguiente encuentro frente a Newell's Old Boys, Banfield ganó 3-0 en condición de local, con el joven delantero anotando un doblete y dando una asistencia.
En un partido de liga frente a Club Atlético Belgrano, sufrió un esguince en el tobillo izquierdo, lo que concluiría en que estaría fuera de las canchas por varios meses. Salió del partido en los minutos finales y se fue reemplazado por Marcos Arturia. 

## Estadísticas

### Clubes
Actualizado al último partido disputado el 11 de abril de 2025.
| Club | Div.          | Temporada     | Liga  | Liga  | Liga   | Copas Nacionales (1) | Copas Nacionales (1) | Copas Nacionales (1) | Copas Internacionales (2) | Copas Internacionales (2) | Copas Internacionales (2) | Total | Total | Total  |
| Club | Div.          | Temporada     | Part. | Goles | Asist. | Part.                | Goles                | Asist.               | Part.                     | Goles                     | Asist.                    | Part. | Goles | Asist. |
| --- | ------------- | ------------- | ----- | ----- | ------ | -------------------- | -------------------- | -------------------- | ------------------------- | ------------------------- | ------------------------- | ----- | ----- | ------ |
| C. A. Banfield Argentina | 1.ª           | 2025          | 7     | 3     | 1      | 1                    | 0                    | 0                    | Inexistentes              | Inexistentes              | Inexistentes              | 8     | 3     | 1      |
| C. A. Banfield Argentina | Total club    | Total club    | 7     | 3     | 1      | 1                    | 0                    | 0                    | 0                         | 0                         | 0                         | 8     | 3     | 1      |
| Total carrera | Total carrera | Total carrera | 7     | 3     | 1      | 1                    | 0                    | 0                    | 0                         | 0                         | 0                         | 8     | 3     | 1      |
| (1) Las copas nacionales se refiere a la Copa Argentina. (2) Las copas internacionales se refiere a la Copa Libertadores y la Copa Sudamericana. |               |               |       |       |        |                      |                      |                      |                           |                           |                           |       |       |        |